# Indischer Mahratha-Streitkolben (Schwertklinge)
Ein Indischer Maratha-Streitkolben (Schwertklinge) ist eine Waffe aus dem Reich der Maratha (1674 bis 1818) in Indien.

## Beschreibung
Ein Indischer Maratha-Streitkolben (Schwertklinge) hat eine gebogene, einschneidige Klinge. Die Klinge ist aus dem Schaft ausgeschmiedet und biegt nach etwa zwei Drittel der Klingenlänge stark nach oben. Der Ort ist spitz. Der Schaft läuft vom Heft bis zum Klingenanfang gerade und ist rund. Das Heft ist wie das Heft des Talwar gestaltet und mit einem Handschutzbügel ausgestattet. Die Streitkolbenversionen in Indien sind sehr unterschiedlich und variieren in Form, Länge und Ausführung. Er wurde von Kriegerkasten in Indien benutzt.